# Селяньский, Станислав
Стани́слав Селя́ньский (настоящая фамилия — Насельский; пол. Stanisław Sielański; 8 августа 1899, Лодзь, Царство Польское, Российская империя — 28 апреля 1955, Нью-Йорк, США) — польский актёр театра, кино и кабаре.

## Биография
Изучал право в Варшавском университете, позже учился в Варшавской драматической школе.
Выступал на сценах театров Лодзи и Варшавы. Играл, в основном, в кабаре, ревю и музыкальных театрах (в 1928—1933 годах в том числе в «Станьчике», «Олимпии», «Морское Око», кабаре «Варшавский цирюльник»), иногда в драматических ролях.
Амплуа — комический актёр.
В кино играл с 1929 года комедийные роли, благодаря которым завоевал большую популярность в Польше. Звезда довоенного польского экрана. Сыграл в более 50 фильмах.
В начале Второй мировой войны войны эмигрировал в Румыниюи, потом в 1940 году — во Францию. С 1941 года жил в Нью-Йорке и играл в Польском театре, выступал на американском телевидении.
После окончания войны остался в эмиграции. В 1951 году натурализировался в США.
Умер через четыре года 28 апреля 1955 года в Нью-Йорк-Сити, Нью-Йорк, США.

## Избранная фильмография
- 1939 — Сквозь слёзы счастья / Przez łzy do szczęścia — Феликс, шофёр (нет в титрах)
- 1939 — Руковожу здесь я / Ja tu rządzę — Юзё, ученик сапожника
- 1939 — О чём не говорят… / O czym się nie mówi… — Флецик
- 1939 — Доктор Мурек / Doktor Murek — Ципак
- 1939 — Бродяги / Włóczęgi — Нюсько
- 1938 — Счастливое тринадцатое / Szczęśliwa trzynastka — Козёлек, работник универмага
- 1938 — Сигналы / Sygnaly — матрос
- 1938 — Сердце матери / Serce matki — Родзынек, ветеринар
- 1938 — Рена / Rena — Вонсик
- 1938 — Последняя бригада / Ostatnia Brygada — Феликс, лакей
- 1938 — Королева предместья / Królowa przedmieścia — Антек
- 1938 — Забытая мелодия / Zapomniana melodia — Яжомбек
- 1938 — Женщины над пропастью / Kobiety nad przepaścią — Стась, моряк
- 1937 — Улан князя Юзефа / Ułan Księcia Józefa — Коперек, слуга
- 1937 — Ты, что в Острой светишь Браме... / Ty, co w Ostrej świecisz Bramie… — Квятек,
- 1937 — Три повесы / Trójka hultajska —  Игелка, подмастерье портного
- 1937 — Парад Варшавы / Parada Warszawy
- 1937 — О чём мечтают женщины / O czym marzą kobiety — учёный
- 1937 — Князёк / Książątko — Гулярдович, аптекарь
- 1937 — Извозчик № 13 / Dorożkarz nr. 13 — Фелек Слеповроньский
- 1937 — Госпожа Министр танцует / Pani minister tańczy — старший официант
- 1937 — Господин редактор безумствует / Pan redaktor szaleje — Бохдан, друг Антония
- 1936 — Ядзя / Jadzia — Феликс Выпых, мастер фирмы «Малич»
- 1936 — Страшный двор / Straszny dwór — Ясек
- 1936 — Папа женится / Papa się żeni — слуга Висконти
- 1936 — Пан Твардовский / Pan Twardowski — слуга
- 1936 — Два дня в раю / Dwa dni w raju — коллектор
- 1936 — Верная река / Wierna rzeka — вахмистр
- 1936 — Будет лучше / Będzie lepiej — Хипек
- 1936 — Его большая любовь / Jego wielka miłość — театральный парикмахер
- 1936 — Американский скандал / Amerykańska awantura — Анатоль Пшищипковский
- 1936 — Рапсодия Балтики / Rapsodia Bałtyku — Пшендза
- 1935 — Не было у бабы печали / Nie miała baba kłopotu
- 1935 — Любовь выпускницы / Milosc maturzystki
- 1935 — Любовные маневры / Manewry miłosne (Польша) — адъютант поручика Нико
- 1935 — Люби только меня / Kochaj tylko mnie — Пентек, секретарь театра
- 1934 — Обеты уланские / Śluby ułańskie — Гжесь
- 1934 — Парад резервистов — старший стрелок
- 1934 — Влюблён, любит, уважает / Kocha, lubi, szanuje — денщик офицера
- 1933 — Ромео и Юлечка / Romeo i Julcia — Лямус, секретарь в агентстве
- 1933 — Марийка / Przybłęda — глупый Василь
- 1933 — Игрушка / Zabawka — Вессель, доктор, друг Юрека
- 1933 — Десять процентов мне / Dziesięć procent dla mnie — лакей
- 1932 — Пуща / Puszcza
- 1932 — Белая отрава / Biała trucizna
- 1932 — Безымянные герои / Bezimienni bohaterowie
- 1931 — Хам / Cham — слуга в поместье (нет в титрах)
- 1931 — Соблазнённая / Uwiedziona — гость
- 1930 — Янко-музыкант / Janko muzykant — кельнер
- 1929 — Дорогой позора / Szlakiem hańby

## Избранные роли на сцене театра и кабаре
- 1924: Скандал на сцене / Skandal na scenie («Станьчик»)
- 1924: Весёлая смерть /Wesoła śmierć («Станьчик»)
- 1927: Заговорщики /Spiskowcy («Олимпия»)
- 1928: Драгоцености Варшавы / Klejnoty Warszawy («Морское Око»)
- 1931: Halo, Malicka i Sawan («Морское Око»)
- 1933: Любовное ревю / Rewia miłości («Морское Око»)
- 1933: Боккаччо / Boccaccio («Морское Око»)
- 1936: Кот в мешке /Kot w worku (кабаре «Варшавский цирюльник»)